# 桑托斯氏矛麗魚
桑托斯氏矛麗魚，為輻鰭魚綱鱸形目隆頭魚亞目慈鯛科的其中一種，分布於南美洲巴西Machado河流域，體長可達12公分，棲息河川中底層水域，生活習性不明。

## 擴展閱讀
維基物種上的相關：桑托斯氏矛麗魚